# Monsano
Monsano es una localidad y comune italiana de la provincia de Ancona, región de las Marcas, con 3211 habitantes.

## Evolución demográfica
| Gráfica de evolución demográfica de Monsano entre 1861 y 2001 |
|                                                               |
| Fuente ISTAT - elaboración gráfica de Wikipedia               |